# Vlkov (ort i Tjeckien, lat 50,31, long 15,90)
Vlkov är en ort i Tjeckien. Den ligger i den centrala delen av landet, 110 km öster om huvudstaden Prag. Vlkov ligger 255 meter över havet och antalet invånare är 341.
Terrängen runt Vlkov är platt.Runt Vlkov är det ganska tätbefolkat, med 120 invånare per kvadratkilometer. Närmaste större samhälle är Hradec Králové, 12,4 km söder om Vlkov. Trakten runt Vlkov består till största delen av jordbruksmark.